# Cinéma russe contemporain, (r)évolutions
Cinéma russe contemporain, (r)évolutions est un ouvrage collectif, dont la réalisation a été dirigée par Eugénie Zvonkine et qui est publié en novembre 2017 en France. Il présente une étude approfondie du cinéma russe contemporain en français, depuis les années 1990 jusqu'à aujourd'hui, sur le plan des thèmes, des techniques et des inventions formelles. Mais également sur les rapports du cinéma russe avec l'État et avec le passé soviétique de la Russie et des anciens pays ayant constitué l'URSS. Les textes de l'ouvrage envisagent les aspects historiques et esthétiques du cinéma russe, mais aussi les aspects juridiques et économiques.
Eugénie Zvonkine a dirigé la réalisation et y a participé par des rédactions personnelles avec la collaboration d'un ensemble de spécialistes russes, européens et américains.

## Sommaire

### Introduction
Eugénie Zvonkine souligne, dans son introduction, le fait que l'ouvrage est l'un des premiers en France qui se propose de décrire les évolutions du cinéma russe contemporain depuis la chute de l'URSS en 1991. Elle rappelle que dans les années qui ont suivi la perestroïka, le système de production des films a pratiquement été détruit. Par ailleurs, en France, les films russes contemporains sont très peu visibles. Le rythme de production, les traditions de travail différentes, la faible participation de la Russie à Eurimages (qui est un fonds de soutien européen pour aider les films russes à être vus en Europe) sont des raisons de la faible diffusion. L'obtention de prix dans les festivals encourage toutefois les distributeurs, mais ne concerne qu'un nombre limité de films.
L'ouvrage se veut éclectique et certains textes sont écrits par des professionnels, d'autres par des chercheurs universitaires. L'approche est historique, esthétique, culturelle, économique selon les spécialisations des auteurs des différents chapitres. Ils s'intéressent au cinéma d'auteur mais également au cinéma populaire.

### Chapitre 1. Subventions, distributions, exploitation
- L'exploitation cinématographique en Russie d'avant-hier à aujourd'hui - Joël Chapron

Les auteurs de ce premier chapitre sont des personnes de terrains qui développent les aspects économique, financiers et juridiques de l'exploitation du cinéma russe. Joël Chapron commence son analyse avant la révolution d'Octobre 1917 quand les Français ( Lumière, Pathé, Gaumont) ont introduit le cinématographe en Russie tandis que les Allemands y ouvraient des salles sédentaires. Suit un vaste panorama illustré de nombreux et précieux graphiques des chiffres comparatifs sur l'évolution de la fréquentation, sur le nombre de salles et leur situation dans le pays, sur l'origine géographique des films.
Dix ans après la pérestroïka, une renaissance de création et de fréquentation a vu le jour. Mais d'autres problèmes surgissent tels celui des nouvelles formes de protectionnisme ou celui de la baisse du nombre de spectateurs adolescents provoqué par la diminution de la natalité en Russie entre les années 2009 et 2012.
- À la recherche de l'industrie perdue - Maria Voght (anciennement Moukhina)

Maria Voght rappelle l'importance des années qui ont suivi immédiatement la pérestroïka,
c'est-à-dire les années 1990. Ce sont celles de l'amorce d'un important processus de modernisation. Elle développe aussi les émois et les inquiétudes dues à la nomination en mai 2012 de Vladimir Medinski au poste de ministre de la culture et les modifications législatives que ce dernier a impulsé: réglementation en matière de limite d'âge des jeunes spectateurs, de concurrence entre films russes et étrangers, de standardisation par l'électronique de la billetterie, de subsides (Fonds Kino), de visa et de censure du langage ordurier, réapparition de la censure au cinéma et au théâtre et polémique à ce sujet dans laquelle intervient notamment Andreï Zviaguintsev.
L'année 2016 a été décrétée année du cinéma russe et les responsables politiques et des milieux du cinéma espèrent que cela permettra de réaffirmer les goûts esthétiques et les principes moraux jugés les plus importants dans la société russe tout en réussissant à rendre l'industrie cinématographique autosuffisante. L'intérêt de poursuivre sur la même voie en 2017 a été débattue étant donné la nécessité de poursuivre l'aide étatique.

### Chapitre 2. Repenser le passé, dire le présent
- Les anniversaires de la victoire : les reflets de la Grande Guerre patriotique à l'écran entre 2005 et 2015- Birgit Beumers (Université d'Aberystwyth)
- Funérailles cinématographiques : L'Amiral (2008) Alexandre Koltchak et les usages de l'Histoire dans le cinéma russe contemporain -Stephen M. Norris (Université de Miami).
- Les œuvres d'Alexandre Soljenitsyne et Vassili Grossman sur les écrans télévisuels russes dans les années 2000-2010 : Le Premier cercle de Gleb Panfilov (2006) et Vie et destin de Sergueï Oursouliak (2012) -Natalia Balandina (Université d'État des sciences humaines de Russie)(RGGU)

### Chapitre 3. Nouveaux réseaux de références
- Le cinéma pathographique d'Evgueni Youfit (en) : l'humour du stiob[1] carnavalesque et au-delà - Dennis Ioffe (Université de Gand) et (Université d'Amsterdam).
- Les bandits de Balabanov : le film de bandits dans le cinéma postsoviétique - Frederick H. White (Utah Valley University)
- Du kitsch au carnavalesque : les films populaires dans la Russie d'aujourd'hui - Volha Isakava (Central Washington University)
- Andreï Zviaguintsev, de la filiation tarkovskienne à la vision personnelle -Marion Poirson-Dechonne

Marion Poirson-Dechonne, maître de conférence à l'université Paul-Valéry-Montpellier, analyse la filiation tarkovskienne d' Andreï Zviaguintsev. Les films des deux réalisateurs russes sont toujours exempts de légèreté, leurs personnages sont fragiles, le déroulement de l'action a lieu devant une nature magnifiée. Mais l'époque n'est plus la même. Tarkovski se démarquait du réalisme socialiste mais réalisait ses films dans les années 1960-1980. Zviaguintsev débute avec le nouveau siècle en 2003. La fédération de Russie est soumise à des tensions entre idéologie politique et libéralisme économique. La religion revient en force mais associée au pouvoir politique.
Zviaguintsev aime les longs et lents plans-séquences de contemplation tels que Tarkovski les pratiquait. Son récit procède également de paraboles, de métaphores de non-dits. Les références à la Bible sont fréquentes. Mais contrairement à Tarkovski son univers ne laisse pas de place à l'espérance. Même la nature dans toute sa beauté n'est plus remplie de force purificatrice et de spiritualité. Le rêve et la mémoire ne nourrissent pas l'existence spirituelle des personnages comme chez Tarkovski. Ses deux premiers films (Le Retour (Возвращение), Le Bannissement (Изгнание)), le faisaient apparaître comme un héritier. Les trois derniers (Elena (Елена), Léviathan (Левиафан), Faute d'amour (Нелюбовь), le font progresser vers une vision plus personnelle. Ils ne font pas de concession en matière de critique de la société russe en mutation. Pour Léviathan cette critique s'accompagne d'une attaque féroce contre l'institution épiscopale.

### Chapitre 4. Générations
- Surmonter la nostalgie du soviétique dans le cinéma russe contemporain Lilia Nemtchenko : l'auteure analyse notamment deux films susceptibles de permettre la compréhension de ce que signifie la démythification de la période soviétique : Un chauffeur pour Véra de Pavel Tchoukhraï et Premiers sur la Lune du réalisateur Alekseï Fedortchenko[2].

- Le regard critique des cinéastes contemporains sur la réalité postsoviétique : l'historicité, le vide, le sacral, Katerina Souverina : Poussière, du réalisateur Sergueï Vitalevitch Loban, est un des films qui sert d'exemple à K. Souverina pour montrer le vide vers lequel le pouvoir soviétique entraînait sa population.

- L'espace comme piège dans le les films russes contemporains Eugénie Zvonkine. L'auteure de ce chapitre observe que depuis une dizaine d'années réapparaît, dans le cinéma russe, la figure de l'espace vu comme piège, comme enfermement. Elle analyse ce sujet dans le cinéma contemporain à partir de plusieurs films parmi lesquels : Jour sans fin à Youriev et Combinat Espoir, Comment j'ai passé cet été, L'Idiot !, My Joy [3].

Dans Jour sans fin à Youriev (2008) de Kirill Serebrennikov, une cantatrice quitte la Russie pour l'Allemagne et passe, avant son départ, par  son village natal pour le montrer à son fils adolescent. Ce dernier y disparaît de manière inexpliquée. En cherchant son fils, elle s'enlise peu à peu dans cette petite ville de province. Son passé l'emprisonne dans sa ville natale.
Le film Combinat Espoir (2014) de Natalia Mechtchaninova se déroule à Norilsk, une ville minière du Grand Nord russe, coupée du continent et pratiquement accessible seulement par le fleuve ou par avion. Deux jeunes filles voudraient quitter cette ville au paysage urbain oppressant. Mais le père de l'une des deux, au lieu de lui offrir un voyage sur le continent avec son amoureux comme elle l'espérait, décide de lui offrir un appartement dans la ville. Il la force ainsi, inconsciemment ou non, à envisager une vie entière dans cette ville. Les deux filles se disputent à propos d'un garçon et l'une des deux meurt, noyée. Cela décide la seconde à s'engouffrer dans l'aéroport et à partir pour ailleurs en résistant ainsi à la force de gravité  qui la retenait dans cet espace clos de la ville .
- Quand maintenant devient alors : le cinéma russe après Balabanov est présenté par Nancy Condee. Celle-ci s'attarde en particulier l'héritage qu'a laissé Balabanov au cinéma russe au moment où il disparaît en 2013. Elle passe en revue également les Nouveaux Calmes qui constituent un groupe de 2003 à 2011 présentant une grande originalité dans sa manière de traiter les paysages notamment[5].

### Index et bibliographie
L'index adjoint à l'ouvrage cite les titres en français et en russe en graphie française. La nécessité de cet index s'explique du fait que beaucoup de films russes restent inaccessibles au grand public francophone. Par ailleurs les auteurs ont privilégié des auteurs peu cités dans les textes français. Les genres cinématographiques populaires (comédies, films de guerre) sont également bien présents à côté des films d'auteurs alors qu'ils sont moins présentés en France.